# روبرت فاولر (دراج)
روبرت فاولر (بالإنجليزية: Robert Fowler) مواليد 5 ديسمبر 1931 في جنوب أفريقيا - الوفاة 27 ديسمبر 2001 في جوهانسبرغ، كان دراج جنوب أفريقي. سبق أن شارك في دورة الألعاب الأولمبية الصيفية وفاز بميدالية أولمبية.

## الميداليات
| الميدالية | المسابقة                       |
| --------- | ------------------------------ |
| فضية      | الألعاب الأولمبية الصيفية 1952 |

## روابط خارجية
- روبرت فاولر على موقع أرشيف الدراجات (الإنجليزية)
- روبرت فاولر على موقع إحصائيات الدراجات الإحترافية (الإنجليزية)
- روبرت فاولر على موقع اللجنة الأولمبية الدولية (الإنجليزية)
- روبرت فاولر على موقع أوليمبيديا (الإنجليزية)